# Timoclea arakana
Timoclea arakana is een tweekleppigensoort uit de familie van de Veneridae. De wetenschappelijke naam van de soort is voor het eerst geldig gepubliceerd in 1871 door G. Nevill & H. L. Nevill.